# Североуральск (аэропорт)
Аэропорт Североуральск — бывший аэропорт, расположенный в 20 км севернее города Североуральск. С 2006 года не обслуживает регулярных рейсов.
Аэродром Североуральск исключён из Государственного реестра гражданских аэродромов РФ. По состоянию на 2019 год используется североуральским аэроклубом.
Аэродром был способен принимать самолёты Ан-24, Ан-26, Як-40, Ан-28, Ан-2 и все более лёгкие, а также вертолёты всех типов. Имеет бетонную взлётно-посадочную полосу длиной 1440 метров.

## История
Аэродром Североуральск был основан ориентировочно в начале 1940-х годов как аэродром дальней авиации ВВС СССР.
Позднее аэродром был передан Министерству гражданской авиации СССР. С развитием авиаперевозок по Свердловской области на базе аэродрома был открыт аэропорт местных воздушных линий, способный принимать самолёты класса Ан-2 и вертолёты. Из аэропорта осуществлялись регулярные пассажирские авиаперевозки в пределах Свердловской области. Через Североуральск проходили рейсы Уктус-Ивдель с промежуточными посадками в других аэропортах. Взлётно-посадочная полоса была выложена металлическими плитами.
Эксплуатантом аэродрома являлось ОАО «Второе Свердловское авиапредприятие».
В 1984 году аэропорт получил бетонную взлётно-посадочную полосу, что дало возможность принимать более тяжёлые самолёты, такие как Ан-24, Ан-26, Як-40, после чего был введён рейс Екатеринбург — Североуральск из аэропорта Кольцово.
С 1988 года аэропорт стал принимать самолёты Ан-28.
А в 1992 году в аэропорту была завершена реконструкция, что позволило начать осуществление регулярных рейсов в разные города Российской Федерации. Например, с 1992 года выполнялись рейсы Челябинск — Североуральск, Советский — Североуральск — Киров — Москва на Ан-24 или Як-40. Однако в дальнейшем количество и интенсивность межрегиональных рейсов снижалась, окончательно их выполнение прекратилось к началу 2000-х годов.
С началом 1990-х годов пассажиропоток на местных воздушных линиях очень сильно упал, количество рейсов сократилось в несколько раз. Тем не менее, до 2006 года включительно через Североуральск проходил регулярный авиарейс Уктус — Ивдель с промежуточными пунктами Алапаевск, Сосьва, Гари, Ликино, Серов, Понил, Североуральск, Пуксинка, Еремино, Круторечка, Лопатково, Шанталь (в большинстве аэропортов посадка производилась только при наличии пассажиров).
После отмены регулярных рейсов аэропорт использовался в качестве посадочной площадки для авиации лесоохраны и МЧС.
В 2012 году ОАО «Второе Свердловское авиапредприятие» объявлено банкротом. Аэропорты местных воздушных линий Свердловской области были выставлены на продажу.
В июне 2012 года после пропажи Ан-2, незаконно отправившегося из Серова с 12 пассажирами на борту, конкурсный управляющий издал приказ о закрытии для выполнения полетов и базирования воздушных судов всех посадочных площадок Второго Свердловского авиапредприятия.
7 августа 2012 года директор аэропорта пытался сдать в аренду взлётно-посадочную полосу для проведения дискотеки. Данный факт был пресечён транспортной прокуратурой.
Осенью 2012 года аэропорт был приобретён ЗАО «Тагилспецстрой» за 1 317 500 рублей. Планы по его эксплуатации озвучены не были.
19 мая 2015 года в Главном Управлении Министерства Юстиции РФ по Свердловской области зарегистрировано новое юридическое лицо — Автономная некоммерческая организация Аэроклуб «Авиатор». Аэроклуб базируется на аэродроме Североуральск. С аэродрома выполняются полёты легкомоторной авиации.